# زاوية سيدي بوسحاقي
زاوية سيدي بوسحاقي الزواوي أو زاوية الثنية أو زاوية الثنية هي إحدى الزوايا في الجزائر الواقعة في بلدية الثنية بدائرة الثنية ضمن ولاية بومرداس وجبال الخشنة ومنطقة القبائل، والتابعة لمنهاج الطريقة الرحمانية.

## التأسيس
تم تأسيس زاوية الثنية من طرف سيدي بوسحاقي الزواوي، خلال عام 1442م الموافق لعام 846هـ، الذي أسس هذه زاوية للتربية والتعليم بموقع «قرية ثالة أوفلا» في أعالي بلدية الثنية في جبال الخشنة غير بعيد عن جبل بوزقزة، وكانت بمثابة منارة استضاء بها أهل جبال الثنية في منطقة القبائل لقرون.
وتقع هذه القرية ضمن عرش آيث عيشة المتكون من أكثر من 40 قرية أمازيغية تتمركز حول قرية ثالة أوفلا المسماة قرية الصومعة نسبة إلى قلعة الملك الأمازيغي نوبل الزواوي ثم الملك فيرموس التي كنيتها بنيان نتاع الصومعة.
وكانت هذه المنطقة زاخرة بالعديد من الزوايا التي من بينها «زاوية أولاد بومرداس» بقرية «المرايل» في تيجلابين، و«زاوية سيدي داود» أو «زاوية سيدي أعمر الشريف» بسيدي داود قرب دلس، علما أن مؤسسها قد استقر هناك قادما من قرية إسحنونن بعرش آيث إيراثن، ومن أشهر أحفاده «سيدي أحمد بلعباس» المعروف بالتقوى والورع، و«زاوية سيدي سالم» ببودواو، بالإضافة إلى «زاوية الغبارنة» ببلدية خميس الخشنة، و«زاوية سيدي أمْحَند السعدي» ببلدية أعفير التي ارتبط تاريخها بتدريس علم القراءات ببلاد الزواوة.

## هدم الزاوية في 1844م
أول احتكاك بين عرش آيث عيشة مع الاحتلال الفرنسي للجزائر تم في سنة 1837م انطلاقا من مدينة الجزائر.
وقد نشبت معركة كبيرة غير بعيد عن «قرية ثالة أوفلا» اسمها معركة ثنية بني عائشة الأولى آنذاك، قادها من الجانب الفرنسي ماكسيميليان جوزيف شوينبيرغ.
فجنب المجاهدون الزواوة القرى العليا وصول الجنود الفرنسيين إليها بما سمح بالحفاظ على «زاوية سيدي بوسحاقي الزواوي» من الهدم.
إلا أن المناوشات بين الجزائريين والفرنسيين قد استمرت في السنوات الموالية إلى غاية سنة 1844م إثر معركة ثنية بني عائشة الثانية، التي قادها من الجانب الفرنسي توماس روبير بيجو، حينما تم الهجوم الكاسح على قرى عرش آيث عيشة وهدم منازله، وكذلك زواياه.
وبعد أن صارت «قرية ثالة أوفلا» عبارة عن أنقاض، تمت إعادة البيوت تدريجيا خلال العقود الموالية، ولكن «زاوية سيدي بوسحاقي الزواوي» لم تتم إعادة بنائها إلى بعد عام 1880م.
وبالإضافة إلى هدم القرى والزوايا، قام المستوطنون المحتلون بهد قلعة بنيان نتاع الصومعة التي كانت رمزا من رموز الإمارات الأمازيغية القديمة التي قاومت تمدد الاحتلال الروماني نحو جبال جرجرة.

## إعادة بناء الزاوية في 1890م
سنوات بعد استقرار الاحتلال الفرنسي للجزائر في منطقة القبائل الزواوية، تم الشروع التدريجي من طرف الزواويين الناجين من الإبادة في إعادة بناء الزوايا الصوفية في الجزائر.
فقام سيدي محمد بن أبي القاسم الهاملي بتأسيس زاوية الهامل في منطقة الهامل ضمن ولاية المسيلة خلال عام 1862م من أجل نقل مشيخة الطريقة الرحمانية من زاوية سيدي أمحمد بوقبرين الزواوي في بونوح ضمن ولاية تيزي وزو بعيدا عن المستوطنات الأوروبية في سهل متيجة ومنطقة الزواوة.
ثم تلاه «سيدي عبد القادر الحمامي» حينما أسس زاوية الحمامي في منطقة معالة ضمن ولاية البويرة خلال عام 1874م من أجل السهر على إحياء زوايا الطريقة الرحمانية في سهل متيجة ومنطقة الزواوة تحت إشراف زاوية الهامل.
وكان الإمام «محمد بوسحاقي» المدعو «موح واعلي»، الذي نجا من الإبادة خلال هجوم معركة ثنية بني عائشة الثانية خلال سنة 1844م، قد تعلم القرآن والفقه والعلوم الإسلامية الأخرى ليصير إماما يشغل دور مفتي في القبائل المنخفضة، ومقدما للطريقة الرحمانية، حول عرش آيث عيشة.
وقد أعانه في ذلك ابنه البكر علي بوسحاقي الذي صار بدوره «مقدما صوفيا» لمنهج «الطريقة الرحمانية» في «منطقة القبائل»، وانطلق «علي بوسحاقي» في الإشعاع الفقهي والتربوي والوطني في جبال الخشنة وما جاورها بلا كلل.
فأعاد بناء «زاوية سيدي بوسحاقي» خلال عام 1890م مع توسعتها، وذلك بعد أن تم هدمها من طرف الاحتلال الفرنسي للجزائر خلال سنة 1844م.
وتم استدعاء مهندس معماري فرنسي ليقوم بتصميم هذا المعلم الإسلامي في «قرية ثالة أوفلا» المتكون من قبو به بئر اسمه «الجب»، وقاعة صلاة فسيحة، وغرف لتدريس البنين والبنات، بالإضافة إلى مساكن مدرسي القرآن والعلوم الشرعية.
وكان من بين الأئمة الذين تم استقدامهم لمؤازة «المقدم علي بوسحاقي» في تعليمه كل من «أرزقي واقنوني» و«ساعد مولاي».
أثناء ذلك، قام «المقدم علي بوسحاقي» بإرسال أبنائه كلهم إلى مختلف الزوايا في الجزائر من أجل الاستزادة من العلوم والنهوض بالروحانية الوطنية في منطقة القبائل التي شهدت اكتساحا استيطانيا أوروبيا.
وكان من بينهم ابنه البكر «محمد بوسحاقي» (1876-1950) الذي نال باعا واسعا من التكوين قبل عودته لتأسيس «زاوية آيت حمادوش» في جبال سوق الحد مدعوما بعائلة دريش ومعاضيدها.
كما نال ابنه الآخر «إبراهيم بوسحاقي» (1908-1996) نصيبه من العلوم والفيوضات عبر مساره التكويني الذي أهله للالتحاق في قصبة الجزائر بمسجد سفير.

## هدم الزاوية في 1957م
كان اندلاع ثورة التحرير الجزائرية في 1 نوفمبر 1954م تتويجا وتكليلا لجهود رواد الإصلاح من أمثال «المقدم علي بوسحاقي» من أجل استنهاض الهمم لإنهاء الاحتلال الفرنسي للجزائر.
ذلك أن الزوايا في الجزائر مع جمعية العلماء المسلمين الجزائريين تأبطت خيرا حينما كرست جهودها بعد انتكاسة مقاومة الشيخ المقراني في 1871م ليتم انتظار 83 عاما قبل استجماع العناصر الموضوعية الثقافية والحركية الكفيلة بإشعال ثورة عارمة لتحرير البلاد الجزائرية.
وكان تأطير الطريقة الرحمانية روحيا وتربويا واجتماعيا لمنطقة القبائل وما حولها كفيلا بدعم الجهد التحرري بعد 1 000 شهر من الانتظار الصبور والدؤوب منذ 1871م.
فتم الزج بكل العدد والعدة والعتاد لدى قرى جبال الخشنة في أتون الحرب التحريرية، ولم تتخلف قرى «الثنية» عن الركب، أين كان حُفَّاظُ القرآن والأئمة المجازون في طليعة الضبط الشرعي للثورة حفاظا على نقاوتها الفكرية والأخلاقية وعدم انحرافها وشططها.
وإذا كان «الحاج علي المقدم» متقدما في السن عند اندلاع شرارة التحرير بعمر ناهز 99 عاما، إلا أن أبناءه وأحفاده وعشيرته وطلبته كانوا عناصر محورية في الهيكل التنظيمي والتنفيذي للثورة إلى غاية الاستقلال الوطني.
فكان حفيده «المجاهد يحي بوسحاقي» (1935-1960) أحد القادة البارزين في «الولاية الرابعة التاريخية» قبل استشهاده في يوم 28 ديسمبر 1960م مع جنود كتيبته في «قرية السواكرية» قرب مفتاح في متيجة، أين كانت هذه الكتيبة تحضر لهجوم مباغت ومتزامن مع احتفالات الأوروبيين ببداية السنة الميلادية.
وكان ابنه «الإمام إبراهيم بوسحاقي» (1908-1996)، مع ثلة من أئمة مدينة الجزائر، ذا دور مهم أثناء معركة الجزائر التي اندلعت مباشرة بعد انعقاد مؤتمر الصومام.
أما أحفاده من ابنه البكر «الإمام محمد بوسحاقي» (1876-1950) الذي كان مشرفا على «زاوية آيت حمادوش» في جبال سوق الحد، فقد كانوا قضاة شرعيين في صفوف المجاهدين وتأطير الثوار في الجبال والمدن.
فكان حفيده «الإمام الطيب بوسحاقي» (1925-1997) قاضيا شرعيا في جبال سوق الحد، في حين كان أخوه «الإمام محمد بوسحاقي» (1931-2003) قاضيا شرعيا في جبال تيجلابين، في حين توزع أخواهم الإمامان «عُمر بوسحاقي» و«أحمد بوسحاقي» في مناطق أخرى.
وبالتزامن مع معركة الجزائر، اكتسح الجيش الفرنسي مرتفعات «قرى بني عائشة» وقام بتدميرها وتهجير سكانها إلى المحتشدات حول المستوطنات الأوروبية ابتداء خريف 1956م مع تكثيف البطش خلال شتاء 1957م حيث صعدت المدفعية الفرنسية إلى غاية «قرية ثالة أوفلا» ودمرت هناك «زاوية سيدي بوسحاقي» مما أدى إلى استشهاد مجاهدين ردما تحت الأنقاض، كانوا مختبئين داخل قبوها في «الجب» قرب «البئر».
وتم اقتياد الشيخ «عبد الرحمان بوسحاقي» (1883-1985)، الذي كان بطلا في الحرب العالمية الأولى، بطريقة مهينة من طرف جنود الاحتلال الفرنسي للجزائر، مع إخلاء كل القرية من شيوخها ونسائها وأطفالها نحو المحتشدات.
فتم إيواء «الحاج المقدم علي بوسحاقي» لدى أحد أقاربه في الثنية في ظروف مزرية، وتم غلق مقهى أخيه محمد الصغير بوسحاقي بعد قيام «المجاهد بوزيد بوسحاقي» بتفجير مقر «بريد ثنية بني عائشة» مع خليته الثورية، واضطر «المجاهد بوعلام بوسحاقي» إلى تغيير منطقة النشاط نحو مدينة الجزائر ثم مناطق أخرى إلى غاية الاستقلال الوطني.
وما لبث أخوه الحاج محمد الصغير بوسحاقي أن توفي في ظروف مأساوية خلال سنة 1959م عن عمر ناهز 90 عاما في ظل انتقام «إدارة الاحتلال الفرنسي» من «عائلة بوسحاقي» وعشيرتها وفضائها العيشاوي في جبال الخشنة.
وبعد أن تم تدمير قرى «ثالة أوفلا (الصومعة)» و«أمغلدن» و«ثابراهيمث» و«إيقدارن» مع القرى الأخرى في جبال الثنية وسوق الحد، ارتفع عدد الشهداء إلى حوالي 1 000 شهيد بما مثل آنذاك جريمة ضد الإنسانية وإبادة جماعية بأتم معنى الكلمات.
فتشردت العائلات والعشائر العيشاوية في مدن سهل متيجة إلى غاية الاستقلال الوطني حيث عاد البعض منها إلى الثنية وسوق الحد، إلا أن الأغلبية استوطنت المدن الكبرى وعلى رأسها مدينة الجزائر العاصمة.
ولقد أطال الله -عز وجل- في عمر «الحاج علي المقدم» إلى غاية انعقاد اتفاقيات إيفيان التي انجر عنها وقف إطلاق النار في 19 مارس 1962م، فسارع «المقدم الرحماني» إلى إعطاء التزكية لدحمان دريش ليكون ممثلا عن منطقة «جبال الخشنة» في الهيئة التنفيذية المؤقتة برئاسة عبد الرحمان فارس في مدينة بومرداس.
وتوجه «الحاج علي بوسحاقي» في صبيحة يوم 1 جويلية 1962م إلى مركز الاقتراع في مدينة الثنية بصحبة ابنه «الحاج رابح بوسحاقي» من أجل الإدلاء بصوته في استفتاء تقرير مصير الجزائر عن عمر ناهز 107 أعوام.
وخرجت الصحف في اليوم الموالي بمقالات تتحدث عن «عميد المنتخِبين الجزائريين» (بالفرنسية: Doyen des votants Algériens) المتمثل في «الشيخ علي بوسحاقي» الذي عايش وهو شاب يافع قدومَ المستوطنين الفرنسيين لاحتلال منطقته الزواوية في 1872م، وعاين وهو شيخ مغادرتَهم بعد 90 سنة من الاحتلال الظالم.
إلا أن «زاوية سيدي بوسحاقي» بقيت مهدومة بعد استقلال الجزائر بسبب هجرة أغلب سكان قرى جبال الخشنة نحو مدينة الجزائر وضاحيتها في ولاية بومرداس الحالية.

## الموقع
تقع زاوية سيدي بوسحاقي فوق «هضبة الصومعة» بـ«منطقة الخشنة» بمرتفعات بلديةالثنية أين تأسست الزاوية في القرن الخامس عشر ميلادي خلال فترة الدولة الزيانية.
ويبعد مقر الزاوية عن مدينة بومرداس بحوالي 17 كلم مرورا بالطريق الوطني رقم 5 والطريق الوطني رقم 24.[بحاجة لمصدر]
تقع «زاوية سيدي بوسحاقي» غير بعيد عن الشريط الساحلي لولاية بومرداس على بعد 14 كلم إلى الجنوب من ميناء زموري، وعلى بعد 4 كلم إلى الغرب من سد بني عمران وعلى بعد 3.5 كلم إلى الجنوب الشرقي من سد الثنية.
وهذا الموقع الرائع في جبال الخشنة المطلة على الشريط الساحلي والواجهة البحرية، يجعل منه موقعا استراتيجيا مقابلا للطريق الوطني رقم 5.
تقع «زاوية سيدي بوسحاقي» على بعد 13 كلم إلى الجنوب الشرقي من مدينة بومرداس، وتطل على وادي يسر.
وتقع هذه الزاوية في مرتفعات منطقة القبائل.

## التصنيف
بسبب الأهمية التاريخية لزاوية سيدي بوسحاقي، باشرت «مديرية الثقافة لولاية بومرداس» بتسجيل موقع الزاوية المهدومة خلال سنة 1957م في «قائمة الجرد الإضافي» خلال سنة 2008م، وهي إحدى طرق التصنيف والحماية للموروث الثقافي التي ينص عليها قانون 98 – 04 المؤرخ في 15 جوان 1998م والمتعلق بحماية التراث الثقافي.
كما قامت نفس المديرية الثقافية بإعادة الاعتبار والبناء للزاوية من خلال حملة تطوعية لتنظيف موقع الزاوية تمت برمجتها بمناسبة شهر التراث الثقافي لسنة 2011م، كما اقترحت على «الصندوق الوطني للتراث الثقافي» تسجيل عملية أشغال الترميم وإعادة الاعتبار والبناء للزاوية.

## مشروع إعادة البناء في 2018م

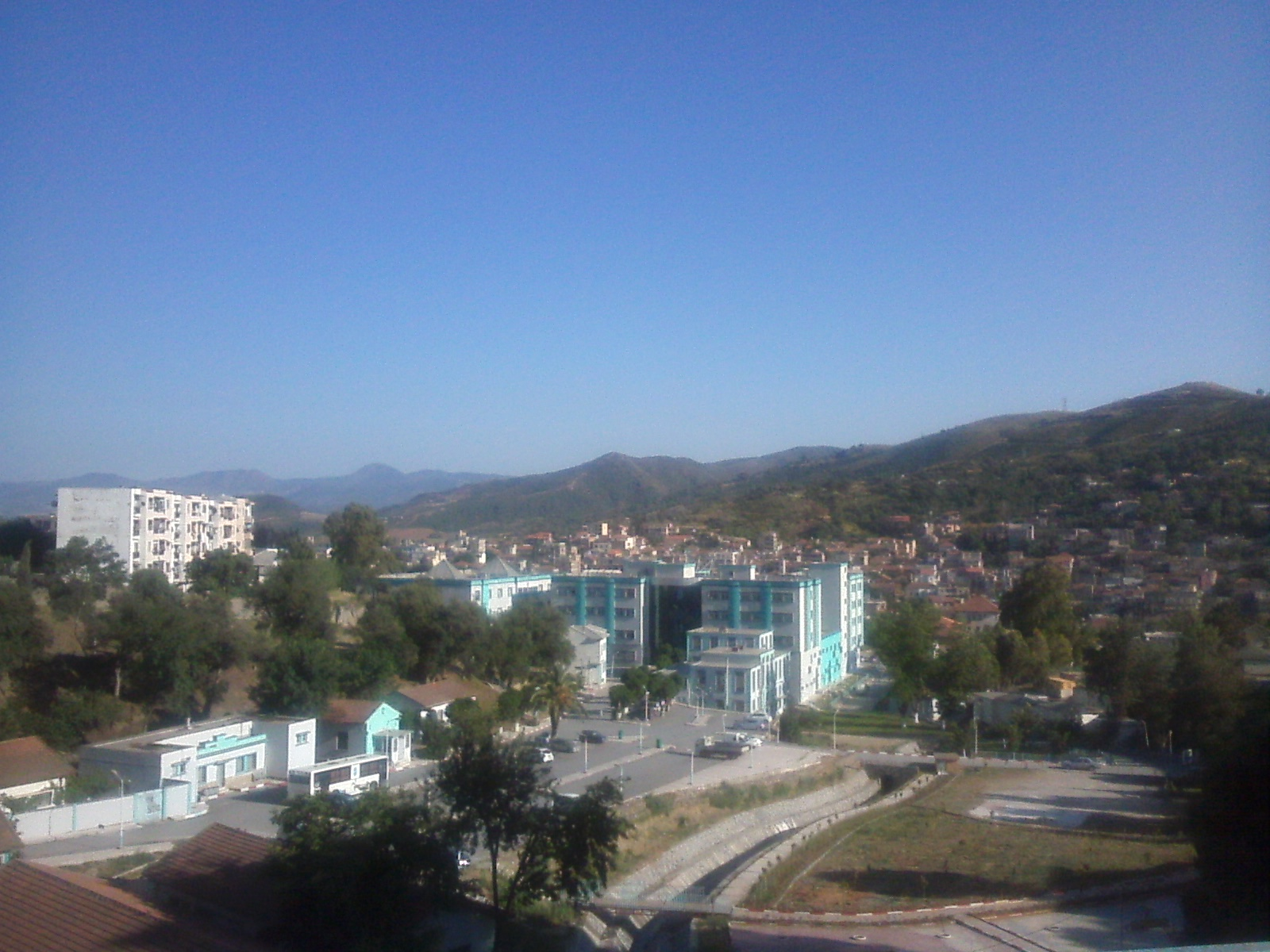
مرتفعات الثنية قرب زاوية سيدي بوسحاقي الزواوي

تم الشروع في تحضير شروط وظروف ووسائل إعادة بناء «زاوية سيدي بوسحاقي» من طرف سكان "عرش آيث عيشة" بالتنسيق مع "مديرية الشؤون الدينية لولاية بومرداس ابتداء من شهر سبتمبر 2015م ضمن برنامج إعادة فتح 4 زوايا مغلقة.
وجاءت عملية إعادة فتح كل الزوايا الموجودة بولاية بومرداس، بعد إهمال وركود منذ سنوات لأسباب أمنية وغيرها، بشكل تدريجي لاستعادة نشاطها ودورها في متابعة النشاط المسجدي وضرورة استرجاع مكانتها كمعالم بارزة في تعليم وحفظ القرآن الكريم.
وستساهم «زاوية سيدي بوسحاقي» من جديد في تفعيل دور ونشاط الزوايا والمدارس القرآنية المتواجدة بولاية بومرداس ومتابعة النشاط المسجدي من أجل الحفاظ على هوية الشعب الجزائري وعدم زعزعته عن دينه وأصالته في ظل ما يتعرض له العالم الإسلامي من هجمات دينية، وذلك من خلال ما تقدمه من نشاطات دينية كحفظ وتدريس القرآن والأحاديث النبوية الشريفة ودروس في الوعظ والإرشاد ونبذ الخلافات وإصلاح ذات البين.[بحاجة لمصدر]
ومن أجل استعادة نشاط زاوية سيدي بوسحاقي بـ«قرية ثالة أوفلا» في بلدية الثنية، سوف يتم تأسيس لجنة دينية لإعادة بعث نشاطها الديني من حفظ ودراسة القرآن وأذكار الجمعة بعد البدء في التهيئة والبناء.

## المهام
لعبت «زاوية سيدي بوسحاقي الزواوي» أدوارا تعليمية وتربوية هامة منذ نشأتها، وتخرج على يديها العديد من العلماء والمصلحين ساهمـوا في نشـر تعاليـم الإسلام، وقاومـوا حملات التبشير النصراني بقيادة الكنيسة الكاثوليكية التي باركت وصاحبت الحملة الفرنسية على الجزائر.
ويتمثل مشروع إعادة بناء الزاوية لإي إحياء مهامها التاريخية في تعليم وحفظ القرآن الكريم بما يسمح بتخرج سنوي لعشرات الطلبة الحافظين للقرآن الكريم بأحكامه والحديث النبوي الشريف ومعلمي القرآن والمرشدات الدينيات.
وسيُعتمد عليهم في تأطير مختلف مساجد ولاية بومرداس وخارجها، خاصة في شهر رمضان بتزويد المساجد بالمقرئين، بالإضافة إلى نشاطات سنوية ستسهر إدارة الزاوية على إقامتها بشكل منتظم في المناسبات الدينية، كإحياء ذكرى المولد النبوي الشريف وغيرها.
وسيندرج نشاط هذه الزاوية ضمن تعداد 8 زوايا و13 مدرسة قرآنية مستقلة وحوالي 15 كتابا لتعليم وحفظ القرآن وأحكامه ومن المساجد 401 على تراب ولاية بومرداس.

## أعلام الزاوية
- علي بن محمد بن علي البوسحاقي الزواوي
- محمد بن محمد بن علي البوسحاقي الزواوي
- إبراهيم بن علي بن محمد بن علي البوسحاقي الزواوي
- يحي بن عبد الرحمان بن علي بن محمد بن علي البوسحاقي الزواوي

### مواضيع ذات صلة
- المرجعية الدينية الجزائرية
- وزارة الشؤون الدينية الجزائرية
- الحزب الراتب: الحزاب - الباش حزاب - السلكة - الشيخ - المريد - الورد - الوارد
- الزوايا في الجزائر
- الطريقة الرحمانية
- الاتحاد الوطني للزوايا الجزائرية
- أكاديمية التربية الصوفية
- رابطة علماء وأئمة ودعاة الساحل
- الاتحاد العالمي للطرق الصوفية
- زاوية سيدي أمحمد بن عبد الرحمن الأزهري
- زاوية أولاد بومرداس
- زاوية الحمامي
- زاوية سيدي بوخروبة
- زاوية الهامل
- محمد بن عبد الرحمن الأزهري
- طريقة صوفية
- صوفية
- تاريخ التصوف
- ولاية بومرداس
- دائرة بومرداس
- بلدية تيجلابين
- محمد بن أبي القاسم الهاملي

### فايسبوك
- زاوية سيدي بوسحاقي  على فيسبوك.

### فيديوهات
- تعريف بزاوية الهامل على يوتيوب
- تعريف بسيدي أمحمد بن عبد الرحمن الأزهري الزواوي على يوتيوب

### وصلات خارجية
- الموقع الرسمي لوزارة الشؤون الدينية والأوقاف الجزائرية
- الموقع الرسمي لولاية بومرداس